# Leticia Avilés
Leticia Avilés es una bióloga evolutiva y ecologista que estudia la evolución del comportamiento social y la evolución de los rasgos de la historia de la vida en metapoblaciones. Sus métodos incluyen una combinación de teoría y trabajo empírico, este último usando la «araña social» como sistema modelo. Su investigación sobre estos organismos ha abordado cuestiones como por qué algunas arañas viven en grupos, por qué exhiben una alta proporción de sexos con prejuicios femeninos, y por qué han desarrollado un sistema en el que los individuos permanecen en el nido natal para aparearse de generación en generación.

## Carrera
Avilés es quizás más conocida por haber reconocido la importancia de las arañas sociales como sistemas modelo para abordar cuestiones básicas de la ecología y la evolución.  En el proceso descubrió una serie de arañas sociales desconocidas para la ciencia, incluyendo una araña social nómada cuyas colonias se reproducen por fisión -Aebutina binotata,  una araña lince social, Tapinillus sp., y un teridiide social cuyas colonias exhiben un patrón de crecimiento en auge y caída y las hembras adultas ocurren en dos clases de tamaño distintas -Theridion nigroannulatum. Su trabajo teórico ha abordado cuestiones como la importancia de la selección multinivel en la evolución de las proporciones de sexos con sesgo femenino,  por qué los sistemas fuertemente endogámicos pueden evolucionar. Uno de los trabajos teóricos de Avilés aborda la cuestión de cómo se puede mantener la cooperación entre los no parientes a pesar de la presencia de parásitos. Actualmente, Avilés es profesora del Departamento de Zoología de la Universidad de Columbia Británica en Canadá, donde realiza investigaciones en ecología y evolución.

## Educación
Avilés es nativa de Ecuador. 
- Pregrado: Licenciado en Ciencias Biológicas, Pontificia Universidad Católica del Ecuador, Quito.
- Doctorado: Biología Orgánica y Evolutiva, Universidad de Harvard, 1992.
- Becario postdoctoral: Grupo de Formación de Investigadores en Análisis de la Diversificación Biológica, Universidad de Arizona, 1992-1994.

## Premios
- 2001 Becario del Wissenschaftskolleg zu Berlin para la investigación.
- 1992 Premio Joven Investigador, Sociedad Americana de Naturalistas para la Investigación.